# C-Block
 Си-Блок  (англ. C-Block) — англоязычная немецкая музыкальная группа, исполнявшая музыку в стиле хип-хоп. Была популярна во второй половине 90-х годов XX века.

## История
Си-Блок  появился как музыкальный проект благодаря трём немецким музыкальным продюсерам и композиторам: Франку Мёллеру (Frank Müller), Йоргу Вагнеру (Jörg Wagner), и Ульриху Бухману (Ullrich Buchmann), воодушевлённые успехами  в начале 1990-х таких проектов как Snap!, C+C Music Factory... они решили создать подобную группу.
Война в Персидском заливе закончилась в 1991 году, и бывшие американские солдаты, которые решили остаться в Германии были по всей стране. Некоторые из них были музыканты, которые не имели возможность капитализировать свои таланты дома и были готовы попробовать музыкальную карьеру в Европе. Два американских исполнителя в стиле рэп — Энтони Джозеф "Red Dogg" (Anthony Joseph) и Джеймс Уайт "Mr.P" (James White) познакомились при таких обстоятельствах с Франком Мёллером и впоследствии были завербованы, чтобы стать частью его вновь созданного музыкального проекта.
Первым синглом группы стала композиция «Shake Dat Azz» (Тряси этой задницей), которая был записана в 1996 году при участии известного рэпера A.K.-S.W.I.F.T. Композиция стала довольно популярной — её часто играли на дискотеках Европы, она попала в ротацию многих музыкальных радиостанций и телеканалов, а также хип-хоп чартов.
Настоящим же успехом группы стал выход следующего сингла «So Strung Out», который также был записан в 1996 году. Композиция попала в общемузыкальные чарты многих европейских стран. Например, в Германии композиция попала на 4-е место в немецкий Media Control Charts и была удостоена золотого свидетельства.
В 1997 году был записан следующий сингл группы — «Time Is Tickin' Away». Композиция также стала очень популярной в Европе, закрепив ранний успех группы.
В том же 1997 году свет увидел первый студийный альбом группы, который получил название «General Population». Диск был записан на студии «WEA» и выпущен «Warner Music Germany». В него вошли как уже известные и популярные синглы, так и новый материал.
Всего альбом включал в себя 13 треков:
1. Looking To The Sky (4:56);
2. Time Is Tickin’ Away (5:04);
3. Round ‘N Round (4:48);
4. Everything’s Good (5:03);
5. Summertime (4:13);
6. So Strung Out (extended version) (6:04);
7. Being Raised (4:15);
8. Acapella Preston (1:19);
9. Dem Bustas (7:20);
10. My Life (3:34);
11. Da Ghetto (5:11);
12. Shake Dat Azz (3:51);
13. Psycho (3:08).

Альбом имел очень большой успех у публики, попал в музыкальные чарты многих стран мира и стал одним из самых продаваемых в истории европейской хип-хоп и рэп сцены.
После выхода альбома «General Population», было решено выпустить сингл «Summertime», который фактически стал последним для первого состава группы. Mr. P решил начать сольную карьеру, что привело к спорам между ним и Red Dogg’ом. Mr. P покинул группу.
Через некоторое время, состав группы обновился. В группу, помимо Red Dogg’a, вошли рэпер Престон Холлауей (Preston Holloway) АКА «Goldie Gold» и вокалистка Тереза Балтимор (Theresa Baltimore) АКА «Misty». Вскоре, новым составом  Си-Блок  был записан и выпущен следующий сингл «Eternal Grace». Композиция увидела свет в декабре 1997 года и сразу же попала в десятку немецкого музыкального хит-парада «Media Control Charts», а также в музыкальные чарты других стран Европы.
В марте 1998 года состоялась премьера нового сингла «Broken Wings». Композиция опять удостоилась положительного внимания публики и попадания во многие европейские музыкальные чарты.
В мае того же года выходит второй студийный альбом группы, получивший название «Keepin' It Real». Как и первый альбом «General Population», альбом «Keepin' It Real» был записан на студии «WEA» и выпущен «Warner Music Germany». В альбом вошло 14 треков:
1. Intro (1:40);
2. Broken Wings (extended version) (5:10);
3. We Believe (4:48);
4. Eternal Grace (extended beat edit) (4:30);
5. Motherless Child (4:58);
6. Interlude «Life Goes On» (1:55);
7. Keepin’ It Real (3:50);
8. Playa Hata (5:30);
9. Ghetto Generation (5:10);
10. Bounce (4:24);
11. Mama Please (3:52);
12. You Win Again (4:08);
13. First Love (4:02);
14. Eternal Grace (classic radio mix) (3:52).

Альбом был встречен европейской публикой, в целом, положительно, но не так, как дебютная пластинка «General Population». Правда, в странах Восточной Европы альбом имел больший успех. Например, в Польше он поднялся на вершину одного из польских музыкальных чартов.
В 1999 году в группу неожиданно вернулся Mr. P., а вместе с ним в группе появилась и новая вокалистка Джанин Лав (Jeanine Love). Тогда же Red Dogg, Goldie Gold и Misty покинули группу. Летом 1999 года группа записала и выпустила новый сингл, получивший название «Keep Movin'». Композиция имела некоторой успех у публики, но повторить успех прошлых композиций она так и не смогла.
Летом 2000 года  Си-Блок  выпускает новый сингл — «The Future Is So Bright». Трек был записан и спродюсирован Mr.P и Jeanine Love, но, как и предыдущий трек «Keep Movin'», он остался практически незамеченным публикой.
Спустя некоторое время после выхода сингла «The Future Is So Bright», группа объявила о выходе нового альбома под названием «Changes», который должен был появиться через несколько месяцев, но этот альбом так никогда и не был выпущен, а сама группа фактически исчезла с музыкального рынка.
В 2001 году Red Dogg объявил о планах по началу своей сольной карьеры. Но, спустя небольшое время после этого, 15 сентября 2001 года на Red Dogg’a было совершено вооружённое нападение. Преступник стрелял в него из пистолета, нанёс ему настолько тяжёлые ранения, что Red Dogg оказался на грани смерти. Он выжил, но у него развилась амнезия, и оказались парализованными ноги. Сегодня он прикован к инвалидной коляске.
Преступник, который стрелял в Red Dogg’a, был пойман. Как оказалось, ранее он уже имел несколько судимостей. Он был вновь осужден на продолжительный срок.
В 2010 году Франк Мюллер (Frank Müller) опубликовал цифровую версию альбома "Chances", который так и не был выпущен в 2000 году.  Альбом получил название The Last Album. Это эксклюзивный цифровой релиз отложенного альбома C-Block, который был записан в 1999-2000 годах. Тогда были выпущены только синглы "The Future is So Bright" и "Keep Movin'". Первоначально альбом был анонсирован под названием "Changes" на вкладке CDS "C-Block-The Future Is So Bright".
Frank Muller объявил в июле 2023 года через свой Будапештский лейбл Duna Beats о том, что группа C-BLOCK вернется на сцену в новом составе. Планы на 2024 год уже в процессе. Совместный проект C-BLOCK Summertime с CHARMING HORSES будет выпущен 11 августа 2023 года в 14:00 по Центральноевропейскому времени (CET). @ DunaBeats YouTube Channel и Spotify Soave / Charming Horses.

## Дискография

### Синглы
- 1996: Shake Dat Azz
- 1996: So Strung Out
- 1997: Time Is Tickin' Away
- 1997: Summertime
- 1997: Eternal Grace
- 1998: Broken Wings
- 1999: Keep Movin'
- 2000: The Future Is So Bright
- 2016: C-Block So Strung Out (The Distance & Riddick Edit)
- 2023: C-Block x Charming Horses - Summertime
- 2023: C-Block Weather (New Singer EASI)

### Альбомы
- 1997: General Population
- 1998: Keepin’ It Real